# Liceo Tommaso Gulli
Liceo Tommaso Gulli er et gymnasium i Reggio Calabria i Italien. Det blev grundlagt i 1835, da det stadig var et pigekollegium. Efter jordskælvet i 1908 blev det genopbygget til ære for soldaten Tommaso Gulli.
Skolen har på nuværende tidspunkt 1.290 elever og 142 ansatte.
38°06′44″N 15°38′51″Ø / 38.1122°N 15.6475°Ø